# Josep Solé i Sagarra
Josep Solé i Sagarra (la Granadella, 11 d'agost del 1913 – Barcelona, 21 d'agost del 2011) fou un psiquiatre català considerat pioner de la psiquiatria biològica a Espanya.
Nascut a Les Garrigues, es traslladà a Barcelona el 1928 per acabar el Batxillerat. Seguidament començà la carrera de Medicina, primer a la Facultat de Medicina de Barcelona i posteriorment a la Universitat Autònoma de Barcelona. Durant el transcurs dels seus estudis, tingué com a professor Emili Mira, que influí en la decisió de Solé d'especialitzar-se en psiquiatria.
Quan tot just s'havia llicenciat, esclatà la Guerra Civil Espanyola, en la qual Solé exercí primer als Serveis Auxiliars, després com a metge de capçalera a Castelldans i, finalment, en una clínica psiquiàtrica militar de Xixona, sempre al bàndol republicà. Tot i que no fou represaliat pel franquisme després del conflicte, sí que es veié obligat a revalidar el títol de Medicina en acabar la guerra el 1939.
Després de dos anys treballant de metge de guàrdia a la Clínica Mental de Santa Coloma de Gramenet, el 1941 aconseguí una beca de la Fundació Alexander von Humboldt per continuar formant-se a Alemanya. Solé s'estigué dos anys a la Clínica Universitària de Heidelberg, on elaborà la seva tesi doctoral sobre la recerca neuropatològica, i després de doctorar-se el 1943 es convertí en aprenent d'Ernst Kretschmer a la Universitat de Marburg.
De tornada a Catalunya, exercí un parell d'anys en consultes privades a la demarcació de Lleida abans de mudar-se a Barcelona, on fundà el primer dispensari universitari de neuropsiquiatria infantil de tot Espanya a l'Hospital Clínic. El 1949 esdevingué membre de la Societat Espanyola de Neurologia i el 1952 fou un dels cofundadors de la Societat de Neuropsiquiatria Infantil, juntament amb Júlia Coromines, Jeroni de Moragas i Lluís Folch. A més a més, fou professor a la Universitat de Barcelona i consultor-director de l'Institut Pere Mata de Reus des del 1947 fins a la seva jubilació el 1983.
Entre les seves obres, destaquen articles científics a Medicina Clínica i Archivos de Neurobiología, així com els llibres Sustrato anatómico de las enfermedades mentales (1948), Fisiopatología psiquiátrica (1951) i Manual de psiquiatría (1953, escrit conjuntament amb Karl Leonhard). El 2014, l'Ajuntament de la Granadella li feu un homenatge pòstum anomenant un carrer en honor seu i erigint-hi un bust de bronze del doctor Solé.